# Yellville
Yellville település az Amerikai Egyesült Államok Arkansas államában, Marion megyében, melynek megyeszékhelye is. Lakosainak száma 1178 fő (2020. április 1.).

## Népesség
A település népességének változása:

| 2010 | 1 204 |
| 2020 | 1 178 |